# Kallangudy
Kallangudy es una ciudad censal situada en el distrito de Pudukkottai en el estado de Tamil Nadu (India). Su población es de 6396 habitantes (2011). Se encuentra a 15 km de Pudukkottai.

## Demografía
Según el censo de 2011 la población de Kallangudy era de 6396 habitantes, de los cuales 3192 eran hombres y 3204 eran mujeres. Kallangudy tiene una tasa media de alfabetización del 86,40%, superior a la media estatal del 80,09%: la alfabetización masculina es del 93,65%, y la alfabetización femenina del 79,28%.